# Matt Bevin
Matthew Griswold Bevin (9 de enero de 1967) es un empresario y político estadounidense que sirvió como el 62.º gobernador de Kentucky desde 2015 hasta 2019. Fue el tercer gobernador republicano de Kentucky desde la Segunda Guerra Mundial, después de Ernie Fletcher ( 2003-2007) y Louie B. Nunn (1967-1971).
Nacido en Denver, Colorado, y criado en Shelburne, New Hampshire, Bevin obtuvo una licenciatura en la Universidad de Washington  en 1989, luego cumplió cuatro años de servicio activo en el ejército de los EE. UU. Y alcanzó el rango de capitán. Se hizo rico en el negocio de inversión y se mudó a Louisville, Kentucky, en 1999. En 2011, asumió la presidencia de Bevin Brothers Manufacturing Company, el último fabricante estadounidense de campanas. Cuando Bevin se hizo cargo, el negocio, que había estado en su familia desde su fundación en 1832, estaba luchando y al borde del cierre. Bevin revivió la compañía y restauró su rentabilidad.
En 2013, Bevin anunció que desafiaría al senador estadounidense de Kentucky, Líder de la minoría del Senado Mitch McConnell, en las primarias republicanas de 2014. A pesar de que ganó el apoyo de varios grupos alineados con el Tea Party Movement, McConnell lo atacó repetidamente por inconsistencias en sus declaraciones públicas y posiciones políticas y lo derrotó por casi 25 puntos porcentuales. Después de anunciar que buscaría la gobernación en 2015, Bevin salió de una elección primaria republicana en cuatro partes, superando a su competidor más cercano, el Comisionado de Agricultura James Comer por 83 votos. El 3 de noviembre de 2015, derrotó al fiscal general del estado, el demócrata Jack Conway, en las elecciones generales.